# Flying Tiger Copenhagen

Flying Tiger Copenhagen, in Denemarken oorspronkelijk Tiger, is een internationaal opererende Deense winkelketen. Het is een budgetwinkel voor 'hebbedingen' en cadeautjes met een huismerk en eigen ontwerpen. De naam van het moederbedrijf is Zebra A/S. De winkels hebben een groot aanbod, waaronder speelgoed, keukenspullen en vele accessoires, creatief materiaal, etc. 

De eerste winkel, met de naam Zebra, werd in 1995 in Kopenhagen geopend door Lennart Lajboschitz. De naam veranderde spoedig in Tiger. De oorspronkelijke Deense winkel had restpartijen, maar de oprichter ontwikkelde het concept door met eigen producten van Deens design. 

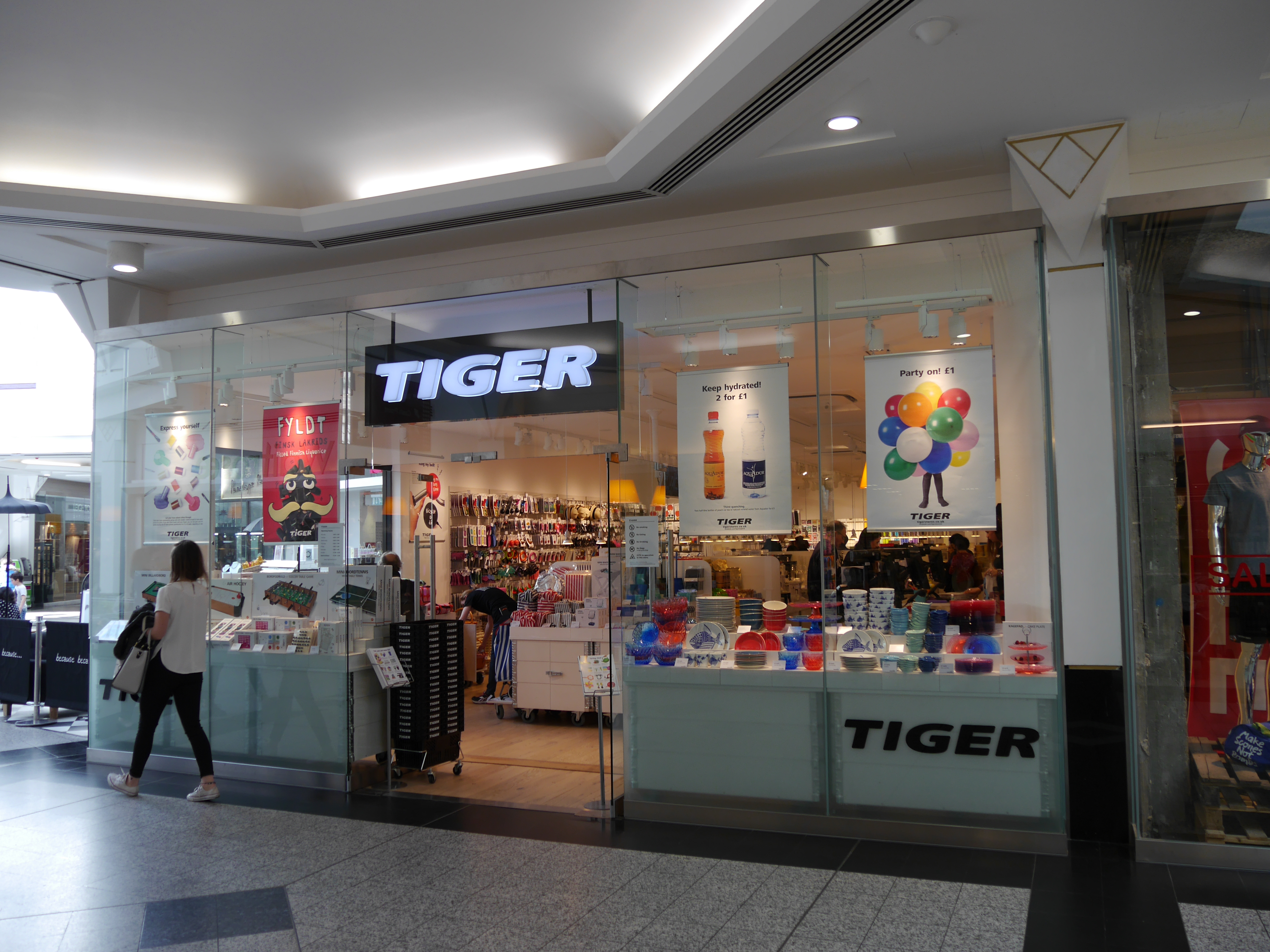
Tiger winkel in Londen

Vanwege het Nederlandse bedrijf Tiger, dat veel plastic producten leverde, kregen de winkels in Nederland de naam Flying Tiger. In 2020 werd de internationale naam Flying Tiger Copenhagen. In dat jaar had het bedrijf 745 winkels in dertig landen. Anno 2015 waren dat nog 585 winkels in 25 landen. Het aanbod in een Tiger winkel verandert regelmatig. Per maand komen er 300 tot 400 nieuwe artikelen in de schappen.
In Nederland werd in 2008 in Arnhem het eerste filiaal geopend. De Nederlandse Annemieke Degens Dil was in eerste instantie deels eigenaar van de Nederlandse winkels, maar in 2020 had zij haar aandeel weer opgegeven.
In 2021 introduceerde het bedrijf een webwinkel in Nederland, eerder al in Zweden en Denemarken.

## Prijzen
'Tiger' (T hie-ja) betekent in het Deens tijger, maar het wordt op dezelfde manier uitgesproken als 'tier', wat een tien-kronen-stuk ofwel een tientje betekent. In Denemarken kende Tiger alleen prijzen van 10, 20, 30, 50, 100, 150 en 200 Deense kronen. Tien kronen komt overeen met € 1,34. In eurolanden worden alle prijzen afgerond op een hele euro. Aanbiedingen maken geen deel uit van de marketingstrategie.
| Land             | Aantal winkels |
| ---------------- | -------------- |
| Spanje           | 78             |
| Groot-Brittannië | 75             |
| Denemarken       | 71             |
| Italië           | 68             |
| Zweden           | 43             |
| Duitsland        | 34             |
| Noorwegen        | 33             |
| Finland          | 25             |
| Japan            | 24             |
| Ierland          | 20             |
| Nederland        | 18             |
| Portugal         | 18             |
| Polen            | 14             |
| België           | 10             |
| Griekenland      | 10             |
| Frankrijk        | 9              |
| Litouwen         | 6              |
| IJsland          | 6              |
| Letland          | 5              |
| Oostenrijk       | 4              |
| Estland          | 3              |
| Cyprus           | 3              |
| Faeröer          | 1              |